# Ambitus
Ambitus – (z łac. obwód, obręb) to szerokość, rozpiętość interwałów między najwyższym a najniższym dźwiękiem danej melodii.
W chorale gregoriańskim najmniejszy ambitus wynosił kwartę i występował w psalmach. W innych śpiewach (np. alleluja) sięgał oktawy, a w niektórych przypadkach nony. Są też utwory osiągające duodecymę, jak na przykład sekwencja o Bożym Ciele Lauda Sion Salvatorem autorstwa Tomasza z Akwinu.
Dla skal kościelnych ambitus wynosił oktawę.
Pojęcie to wprowadził Guido z Arezzo dla określenia swego systemu solmizacji, tzn. użycia sylab w celu opisania poszczególnych dźwięków skali. Przydzielanie określeń sylabicznych sześciu dźwiękom skali heksatonicznej rozpoczął od najniższego dźwięku pojawiającego się w średniowiecznej teorii muzyki, gamma, drugiego G, poniżej środkowego C. Dla tego dźwięku wybrał sylabę ut z hymnu Ut queant laxis, kolejne zaś dźwięki w porządku wstępującym oznaczył sylabami re, mi, fa, sol, la. Ponieważ Guido i jego następcy pojmowali teorię muzyki raczej w kategoriach zazębiających się heksachordów niż jako skalę diatoniczną, sylaba ut mogła oznaczać dźwięk podstawowy któregokolwiek z trzech heksachordów, tworzących system muzyczny: C, F i G. Ponieważ ut mogło się zmieniać, istniała tylko jedna gamma ut. Stopniowe znaczenie słowa gamma ut rozszerzono na cały zakres dźwięków od niskiego G do wysokiego E i zastąpiono słowem ambitus (ang. gamut). Gdy skale diatoniczne wyparły system zazębiających się heksachordów, pojęcie ambitusu zaczęło oznaczać maksymalny zasięg dźwięków określonego instrumentu lub głosu.